# Нанн, Сэм
Сэмюэл Август «Сэм» Нанн младший (англ. Samuel Augustus "Sam" Nunn, Jr., род. 8 сентября 1938) — юрист, политический и государственный деятель США, сенатор от штата Джорджия (с 1972 по 1997 годы), член Демократической партии США.
Также Сэм Нанн был неофициальным советником президента США Барака Обамы.

## Ранняя жизнь
Нанн родился в Мейконе, штат Джорджия, в семье Мэри Элизабет (урожденная Кэннон) и Сэмюэля Августа Нанна, который был поверенным и мэром Перри, штат Джорджия. Нанн вырос в Перри. Он внучатый племянник конгрессмена Карла Винсона.
Нанн был скаутом-орлом и получил награду «Выдающийся скаут-орел» от бойскаутов Америки. В старшей школе Нанн был выдающимся спортсменом, возглавляя школьную баскетбольную команду на чемпионате штата.
Нанн учился в Технологическом институте Джорджии в 1956 году, где он был инициирован как брат Фи Дельта Тета. Он перешел в Университет Эмори в 1959 году и получил степень бакалавра в 1960 году.  Затем он получил степень на юридическом факультете Университета Эмори в 1962 году.

## Начало карьеры
После действительной службы в Береговой охране США он шесть лет служил в резерве Береговой охраны США и получил звание старшины. Он также некоторое время был сотрудником Конгресса.
Нанн вернулся в Перри, штат Джорджия, где занимался юридической практикой и управлял семейной фермой. Он был президентом Торговой палаты Перри.

## Политическая карьера
Нанн впервые вошел в политику в качестве члена Палаты представителей Джорджии в 1968 году. Он был избран в Сенат Соединенных Штатов в 1972 году, победив назначенного сенатора США Дэвида Х. Гэмбрелла на предварительных выборах Демократической партии и представителя США Флетчера Томпсона на выборах всеобщие выборы. Нанн ушел из Сената в 1997 году, мотивируя это отсутствием «задора и энтузиазма».
Во время своего пребывания в Сенате США Нанн был председателем влиятельного комитета Сената США по вооруженным силам и постоянного подкомитета по расследованиям. Он также работал в комитетах по разведке и малому бизнесу. Его законодательные достижения включают знаменательный Закон о реорганизации министерства обороны, разработанный совместно с покойным сенатором Барри Голдуотером, и Совместную программу снижения угрозы Нанна-Лугара, в рамках которой была оказана помощь России и бывшим советским республикам в обеспечении безопасности и уничтожении их избыточных ядерных вооружений, биологическое и химическое оружие.
В рамках программы совместного уменьшения угрозы Нанна-Лугара было деактивировано более 7600 ядерных боеголовок. Предположительно, он был лучшим кандидатом на пост министра обороны или штата в 1992 и 1996 годах, а также в будущем кабинете Гора в 2000 году.
В целом Нанн был демократом от умеренного до консервативного, который часто расходился со своей партией по множеству социальных и экономических вопросов. Он выступил против законопроекта о бюджете 1993 года, который включал положения о повышении налогов с целью сокращения бюджетного дефицита. Он не поддерживал и не выступал против попытки Хиллари Клинтон установить всеобщее здравоохранение, хотя очень резко выступал против предложенного мандата на страхование.
Нанн активно работал над тем, чтобы заблокировать предложение президента Билла Клинтона разрешить гомосексуалистам открыто служить в армии.
В 2008 году Нанн поддержал новое исследование Пентагона, посвященное изучению вопроса о гомосексуалистах, открыто служащих в армии: «Я думаю, [когда] 15 лет проходят по любой кадровой политике, уместно взглянуть на нее еще раз — посмотреть, как она работает, задавайте трудные вопросы, слушайте военных. Начните с исследования Пентагона».
По данным opensecrets.org, Сэм Нанн получил около 2,4 миллиона долларов за свою политическую карьеру в 1989—1994 годах. Его основными вкладчиками были сектор финансов / страхования / недвижимости (на общую сумму 411 665 долларов США; 46 660 долларов США было получено от Goldman, Sachs & Co), оборонная промышленность, юристы и лоббисты, индустрия алкогольных и безалкогольных напитков (включая Coca-Cola), и сельскохозяйственный сектор.
Он проголосовал за школьную молитву, ограничение штрафных санкций, внесение поправок в Конституцию США, требующих сбалансированного бюджета, и ограничение апелляций на смертную казнь. По некоторым вопросам, таким как аборты, окружающая среда, контроль над оружием и позитивные действия, Нанн занял более либеральную позицию. Он последовательно голосовал за увеличение иммиграции. Одним из его самых спорных голосов был его голос против войны в Персидском заливе.
В сентябре 1994 года президент Билл Клинтон попросил Нанна, бывшего президента Джимми Картера и бывшего председателя Объединенного комитета начальников штабов Колина Пауэлла отправиться на Гаити, чтобы добиться отставки военного диктатора генерал-лейтенанта Рауля Седраса. В 1994 году Клинтон публично потребовал, чтобы правительство Гаити отошло в сторону и восстановило демократию. Клинтон развернул крупные вооруженные силы, чтобы окружить страну в сентябре 1994 года. Незадолго до того, как войска достигли Гаити, Клинтон отправил делегацию во главе с Картером, Нанна и Пауэллом, чтобы убедить Седраса уйти в отставку и покинуть страну. Седрас согласился и сдал правительство, а в октябре он и его главные помощники покинули страну. Всего несколько дней спустя американские войска сопровождали избранного президента страны Жана-Бертрана Аристида, в столицу. После этого Клинтон похвалил делегацию Нанна за предотвращение военного удара по стране. «Как вы все знаете, по моей просьбе президент Картер, генерал Колин Пауэлл и сенатор Сэм Нанн отправились на Гаити, чтобы способствовать отъезду диктаторов. Я был в постоянном контакте с ними в течение последних двух дней работали не покладая рук, почти круглосуточно, и я хочу поблагодарить их за выполнение этой важной миссии от имени всех американцев», — заявил Клинтон.
После своего ухода из Сената в конце 1996 года Нанн получил похвалу от двух партий от своих коллег. Сенатор — республиканец от Вирджинии Джон Уорнер заключил: «Сенатор Нанн быстро зарекомендовал себя как один из ведущих экспертов Конгресса и, по сути, всех Соединенных Штатов по вопросам национальной безопасности и внешней политики. Он приобрел репутацию в нашей стране и, действительно, во всем мире как глобальный мыслитель, и я думаю, что именно здесь он внесет свой наибольший вклад в ближайшие годы, где бы он ни был, с точки зрения того, чтобы быть глобальным мыслителем Его подход к вопросам национальной безопасности основывался на одном фундаментальном критерии: То, что считает Сэм Нанн, отвечает интересам Соединенных Штатов Америки».

## Награды
- Премия Румфорда Американской академии искусств и наук (2008).
- Большой крест со звездой ордена «За заслуги перед Федеративной Республикой Германия» (01.02.2013)[20]
- Орден «Достык» I степени (15 августа 2003 года, Казахстан) — за значительный вклад в обеспечение международной безопасности и развитие казахстанско-американского сотрудничества по нераспространению оружия массового поражения[21]

## Ссылка
- Биография на сайте Конгресса США (англ.)
- Биография Сэма Нанна (англ.)
- Упоминания в телепередачах кабельной сети C-SPAN